# Presian I

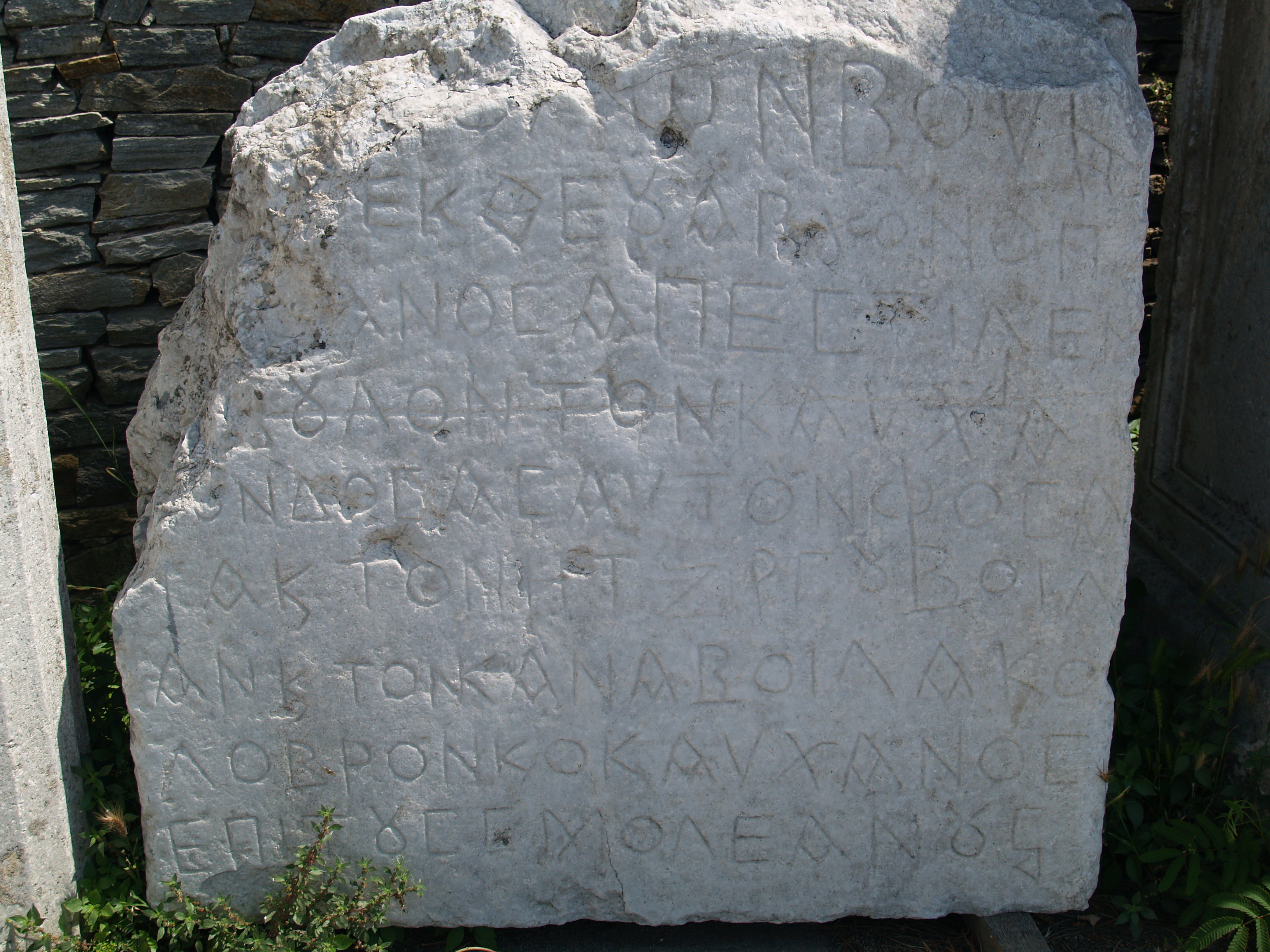
Inscripción de Presian, primera placa, Museo Arqueológico, Filipos, Grecia

Presian (en búlgaro: Пресиян, Персиян) fue el kan de Bulgaria entre el 836 y el 852. 
Las fuentes bizantinas indican que Presian era hijo de Zvinitsa (Zbēnitzēs), vástago a su vez de Omurtag. En varios estudios antiguos se identificaba a Presian con su predecesor de corto reinado, Malamir, y se suponía que había vivido hasta el 850 y había precedido a Boris I en el trono. Esto es muy poco probable, ya que se sabe que a Malamir le sucedió un sobrino (hijo de su hermano Zvinitsa), mientras que Boris I siguió en el trono a su padre Presian. Zlatarski resolvió los problemas con las fuentes fragmentarias, determinando que el sobrino no identificado y sucesor de Malamir fue, de hecho, Presian, y Boris fue el hijo de este. 
Presian puede haber sido joven y sin experiencia cuando alcanzó el trono, y los asuntos de Estado quizá estuvieron dominados por el ministro (kavján) Isbul, como en tiempos de su tío Malamir. Poco después de su ascensión al trono, los eslavos de la comarca de Tesalónica se rebelaron contra el Imperio bizantino, en el 837. El emperador Teófilo buscó el apoyo de Bulgaria para sofocar la rebelión, pero a la vez preparó la flota para ascender por el delta del Danubio y llevar a cabo una evacuación clandestina de algunos de los cautivos bizantinos establecidos al norte del Danubio por Krum y Omurtag. En represalia Isbul realizó una campaña a lo largo de las costas del mar Egeo de Tracia y Macedonia, y conquistó la ciudad de Filipos, donde dejó una inscripción conmemorativa en una iglesia, que aún se conserva. La campaña de Isbul quizá permitió a Bulgaria someter a su autoridad a la tribu eslava de los smoljani.
El reinado de Presian coincide con la extensión de la autoridad búlgara sobre las tribus eslavas de Macedonia y los territorios aledaños. Serbios y búlgaros vivieron en paz hasta la invasión de Presian del  839, esto es, durante los últimos años del emperador bizantino Teófilo. Vlastimir, príncipe (knez) de Serbia, unió varias tribus serbias, a las que Teófilo (829-842) otorgó la independencia práctica, aunque seguían reconociendo la autoridad teórica del emperador. La anexión búlgara de la Macedonia occidental cambió la situación: Malamir o Presian quizá vieron la unión de tribus serbias como una amenaza y decidieron someterlas como al resto de tierras de población eslava de la zona. Otra posibilidad es que el imperio, interesado en neutralizar cualquier posible enemigo en el norte para sofocar la rebelión eslava en el Peloponeso, azuzase a los serbios contra Presian y desencadenase así indirectamente la contienda. Presian invadió los territorios serbios en el 839, lo que desató una guerra de tres años que ganó Vlastimir; Presian no obtuvo territorios, fue estrepitosamente vencido y perdió muchos hombres en la contienda. Los serbios gozaban de ventaja en los combates en las colinas y terminaron por expulsar del territorio a Presian. La guerra concluyó cuando falleció Teófilo en el 842, acontecimiento que liberó a Vlastimir de sus deberes para con el emperador.
Falleció en el 852 y le sucedió en el trono su hijo Boris I.